# 安西路 (元朝)
安西路，元朝时设置的路。
至元十六年（1279年）改安西府置，治所在咸宁县、长安县（今陕西省西安市）。辖境约当今陕西省中部西至眉县，东北至韩城市，东南至商洛市一带。皇庆元年（1312年）改称奉元路。

## 長官
稱安西路總管
- 王利用（1298年－？）[1]
- 趙世延（1306年－？）[2]
- 汪通議[2]
- 王楫[2]